# Ratíškovice
Ratíškovice (německy Ratischkowitz) jsou obec v okrese Hodonín v Jihomoravském kraji. Leží osm kilometrů severně od Hodonína. Ratíškovice patří mezi nejlidnatější vesnice v České republice, žije zde přibližně 4 000 obyvatel.

## Historie
Ratíškovice patří mezi nejstarší obce v okrese Hodonín. O nejvzdálenější minulosti svědčí mnohé archeologické nálezy z jejího katastru. Byla nalezena mamutí stolička a mamutí kost z období mladšího paleolitu, kamenný přeslen z mladší doby kamenné, hliněná nádoba s nářadím z doby bronzové, hliněné nádoby mohylové kultury, užitková nádoba z doby železné, mnohé keramické nálezy pocházely z mladší doby hradištní a z dob slovanského osídlení.
První písemná zmínka o obci (Ratisckouicih) je uvedena ve velmi významném dokumentu – v listině Jindřicha Zdíka, syna prvního českého kronikáře Kosmy. Tento biskup pořídil soupis veškerého majetku, patřícího k olomouckému biskupství. Listina obsahuje více než 200 moravských místních jmen a je tedy prvním místopisem Moravy. Listina není datována, ale panuje názor, že datum jejího zhotovení je shodné s datem vysvěcení kapitulního chrámu svatého Václava při olomouckém hradě – tedy rok 1131. Výzkumy, prováděné ve druhé polovině 20. století, revidovaly předchozí časové zařazení listiny a posunuly je k roku 1141. Nelze ovšem vyloučit další úpravy datace, i když názor posouvající dobu vzniku listiny k polovině 30. let 12. století nebyl zatím jednoznačněji přijat. Listina obsahuje denní datum 30. června, ale nemá vročení.
Ve 14. století patřily Ratíškovice k markraběcímu komornímu statku ve Bzenci. V letech 1333–1346 byl moravským markrabětem a tudíž i majitelem Ratíškovic pozdější český král a císař Svaté říše římské Karel IV.
Ve druhé polovině 14. století byly Ratíškovice spolu s dalšími vesnicemi součástí milotické farnosti. Roku 1496 byla ves Ratíškovice odkoupena pány z Lipé od Vratislava z Pernštejna. 18. května 1594 byla Janem IV. z Lipé podepsána kupní smlouva s Juliem, hrabětem ze Salmu a Neuburku nad Innem a jeho syny Weikhartem a Karlem. Jan IV. z Lipé se totiž snažil uhradit své velké dluhy a mezi jím prodanými dvaceti vesnicemi byly i Ratíškovice.
V letech 1592–1606, v období tureckých válek, vládly v celém kraji velmi neutěšené poměry. Po uzavření míru se v lesích potulovali vrazi a lupiči. Město Hodonín mělo svého kata, šibenici a mučící nástroje. Dne 20. ledna 1613 se sešli zástupci okolních vesnic s purkmistrem a městskou radou s žádostí o pomoc. Po dohodě o vzájemné pomoci byla sepsána katovská listina, na kterou vtiskly všechny obce svou pečeť. Je to nejstarší ratíškovická pečeť – zdobí ji tři žaludy se dvěma hvězdičkami a na jejím obvodu je nápis Wess Ratisskowicze. Z této pečeti také vychází současný ratíškovický znak, který navrhl v roce 1991 akademický malíř Zbyněk Kočvar.
Roku 1614 bylo hodonínské panství prodáno Zdeňkovi Žampachovi. V roce 1618 začali čeští stavové odboj proti Habsburkům a tím vznikla třicetiletá válka. Zdeněk Žampach se v průběhu stavovského povstání proti Habsburkům postavil veřejně na stranu císaře Ferdinanda II. Štýrského. Proto byla stavy nařízena konfiskace jeho majetku, který byl koncem roku 1619 předán Matyáši z Thurnu. Boje a šarvátky probíhaly na celém území, ani Ratíškovice nezůstaly ušetřeny.
Po ukončení války roku 1648 se stal majitelem hodonínského panství – a tím i Ratíškovic – Bedřich z Oppersdorfu. Ten velmi utužil poddanství – nedodržoval císařská robotní nařízení, zvyšoval robotní dny, peněžní a naturální dávky a ve všech obcích musely být sepsány knihy sirotčí, purkrechtní a kšaftovní. Tím vznikl přehled o majetkových změnách. Roku 1691 byl sepsán oppersdorfský urbář, podle kterého bylo v Ratíškovicích obsazeno 37 usedlostí.
Roku 1750 převzal statky hodonínského panství uherský hrabě Josef ze Czoborů de Czoborcent-Michali. Byl však velmi marnotratným hospodářem a kvůli své rozhazovačnosti upadl do konkursu. Jeho Moravské statky a s nimi Hodonín a Ratíškovice dne 10. července 1762 odkoupil za 1 005 500 zlatých rýnských sám císař František I. Štěpán Lotrinský. Císařovna Marie Terezie za své vlády připravila nový soupis pozemků a komise přešetřovaly poměry v jednotlivých obcích.
Vesnice zůstávala v soukromém vlastnictví císařské rodiny až do vydání tolerančního patentu a zrušení roboty dne 1. července 1848. Pak se stala samostatnou hospodářskou jednotkou a byla dál převážně zemědělskou obcí. Na úrodných polích se pěstovalo žito, ječmen, oves, brambory, řepa cukrovka a kukuřice, selo se také proso a konopí. Byl vytvořen vlastní obilný fond, udržovaný až do konce 19. století.
Teprve na rozhraní 19. a 20. století začali někteří muži pracovat v hnědouhelných dolech v Dubňanech a Miloticích. Kolem roku 1850 byla v Ratíškovicích založena cihelna.

## Obyvatelstvo
| Rok            | 1869  | 1880  | 1890  | 1900  | 1910  | 1921  | 1930  | 1950  | 1961  | 1970  | 1980  | 1991  | 2001  | 2011  | 2021  |
| -------------- | ----- | ----- | ----- | ----- | ----- | ----- | ----- | ----- | ----- | ----- | ----- | ----- | ----- | ----- | ----- |
| Počet obyvatel | 1 159 | 1 294 | 1 447 | 1 537 | 1 728 | 1 857 | 2 142 | 2 662 | 3 347 | 3 627 | 3 909 | 4 030 | 4 048 | 3 925 | 3 767 |
| Počet domů     | 250   | 267   | 285   | 297   | 315   | 350   | 450   | 585   | 703   | 847   | 984   | 1 158 | 1 228 | 1 297 | 1 316 |

## Obecní správa

### Obecní symboly
Znak a vlajka byly obci uděleny rozhodnutím předsedkyně České národní rady dne 27. června 1991.

## Pamětihodnosti

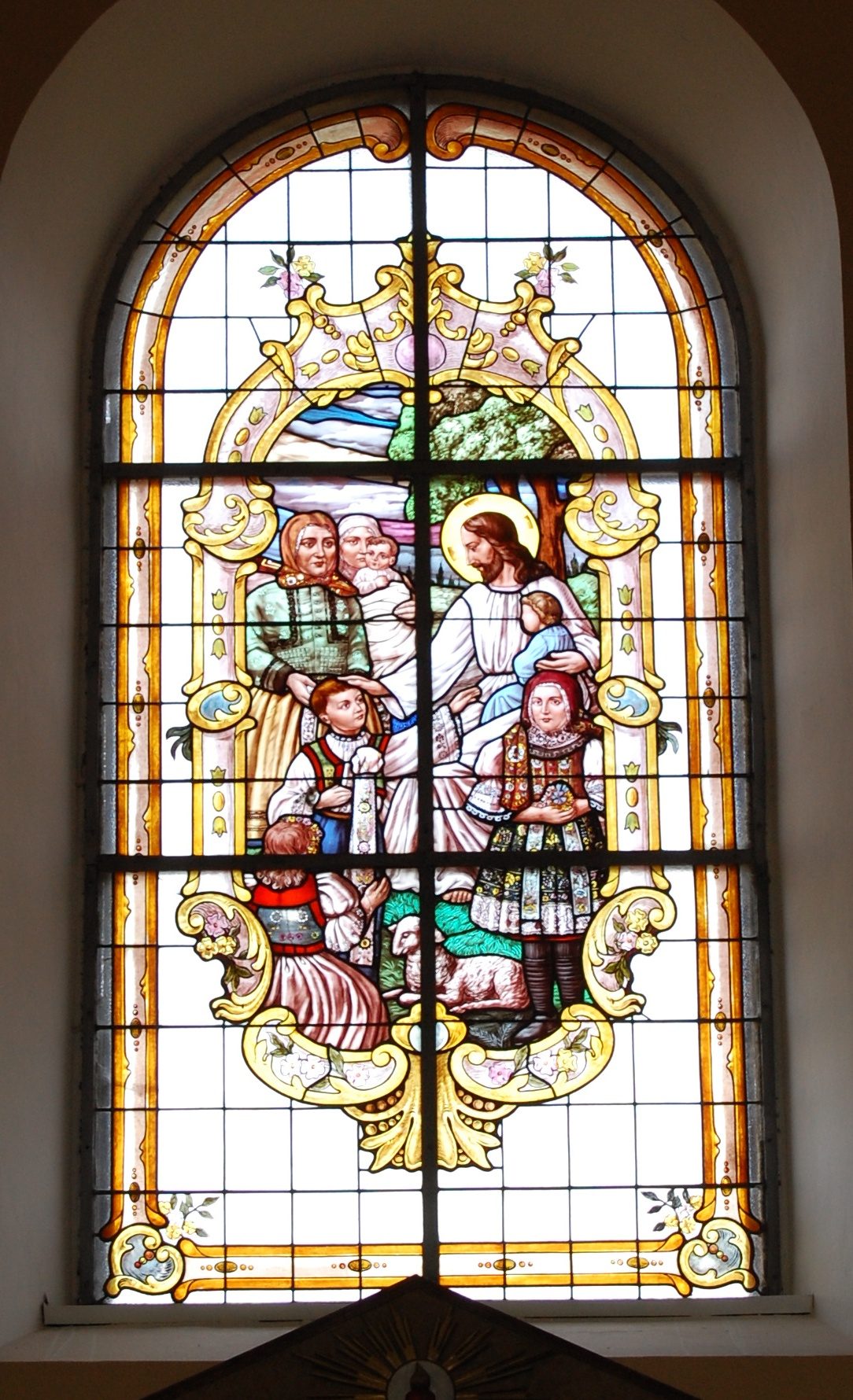
Ukázka skleněné vitráže: Kristus žehnající lidem v ratíškovickém lidovém kroji

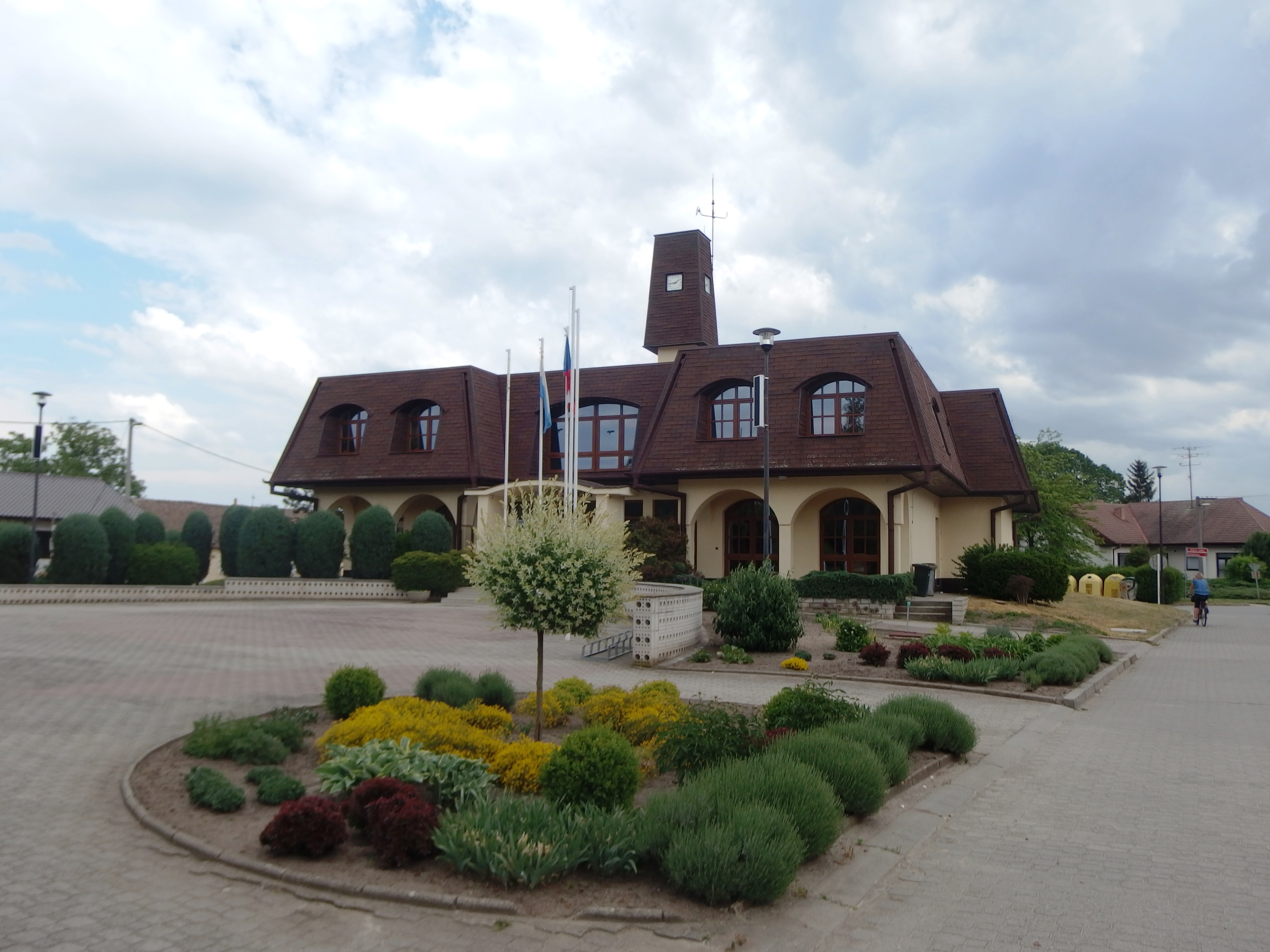
Obecní úřad

- Kostel svatého Cyrila a Metoděje s farou v popředíObecní úřadKostel svatého Cyrila a Metoděje. K historickým zajímavostem obce patří římskokatolický farní kostel, vystavěný v letech 1855–1857, a to v místě, kde původně stála kaple svatého Josefa. Kostel byl postaven podle plánů hodonínského stavitele Josefa Lichta ve slohu historického romantismu. Ke kostelu přiléhá budova fary a hřbitov. Součástí mobiliáře kostela je dřevěná soška Panny Marie s Ježíškem v náručí, je jednou z nejhodnotnějších součástí chrámového mobiliáře. Jde o dílo datované kolem roku 1400, barokní korunka je instalována dodatečně. Původ sošky a cesta, jak se toto gotické dílo dostalo do ratíškovické farnosti, jsou zastřeny tajemstvím.

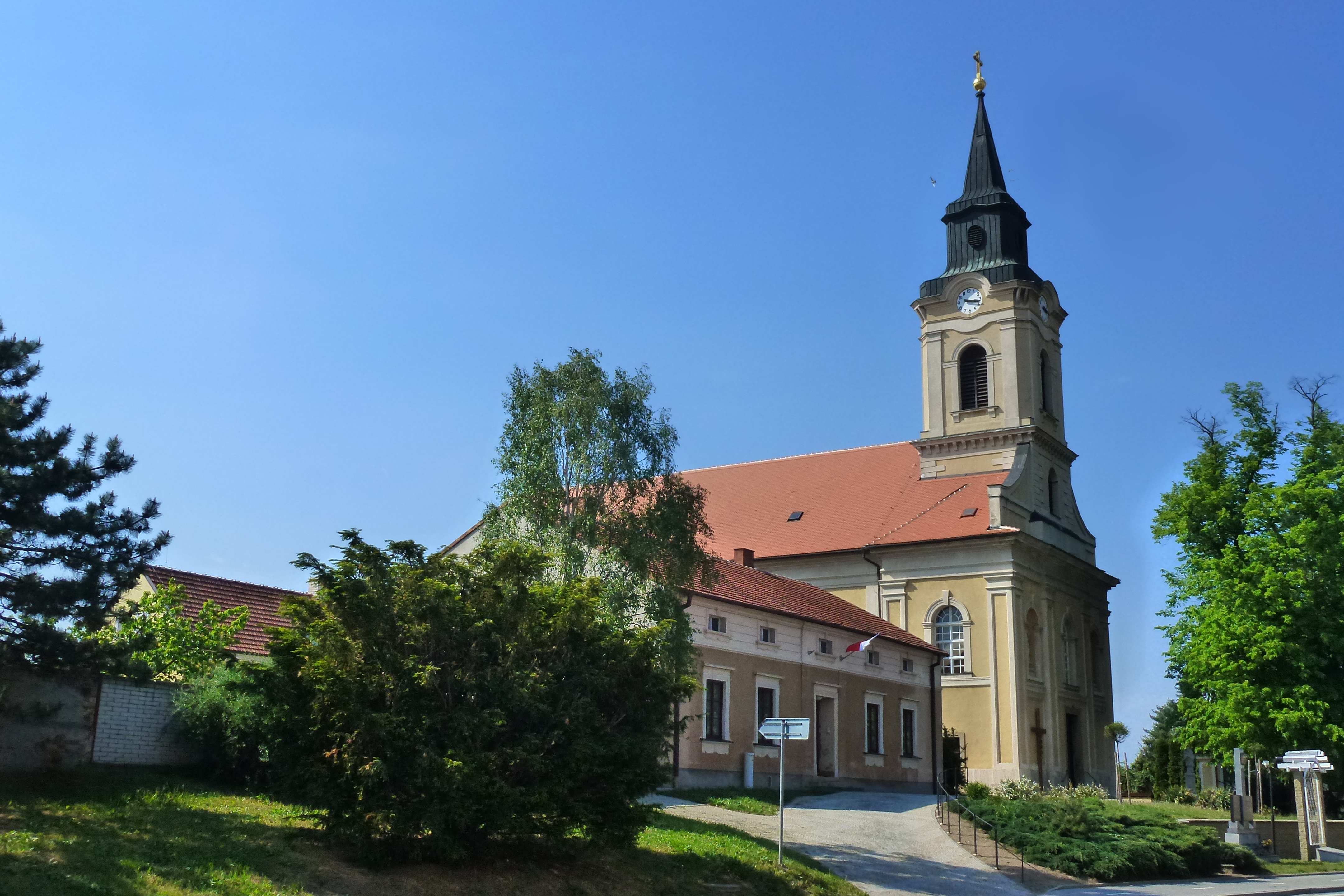
Kostel svatého Cyrila a Metoděje s farou v popředí

- Hřbitovní brána. Zajímavou ukázkou lidového umění je hřbitovní brána. Byla zhotovena v roce 1957 ke stému výročí postavení ratíškovického kostela místním mistrem kovářského řemesla Františkem Hnilicou. Dále se v katastru obce nachází několik desítek křížů, pomníků a kapliček postavených v minulých staletích. Poslední z těch starších je pomník padlých z roku 1947.
- Socha svatého Jana Nepomuckého
- Pomník z roku 2021 západně od obce v části zvané Hrbov, připomínající pád sestřeleného amerického stíhacího letounu P-51 Mustang 22. srpna 1944. Letoun, který vzlétl z letiště italského města San Severo a doprovázel americké bombardéry B-24 Liberator do Slezska. Letec poručík Scheldon James Sandler seskočil padákem a s pomocí hajného Josefa Kovaříka z pánovské hájenky dočasně unikl německým vojákům. Nakonec byl zajat u Polešovic a internován v táboře Stalag Luft III u Zaháně, kde se dočkal osvobození.[10]

## Osobnosti
- Jaroslav Kotásek (1917–1944), člen výsadku Spelter, parašutista padlý v roce 1944 u Myslibořic
- Václav Frolec (1934–1992), etnograf, folklorista a vysokoškolský pedagog (Filozofická fakulta Masarykovy univerzity v Brně)
- Viktor Mlejnek (1880–1969), kněz působící mezi Čechy v USA

## Společenský život
Dlouholetou tradici má degustace a košt vína, mezinárodní festival dechových hudeb nebo vánoční jarmark. V obci působí od roku 1889 sbor dobrovolných hasičů. Příspěvková organizace Osvětová beseda zastřešuje několik souborů zaměřených hlavně na zpěv.

## Kultura

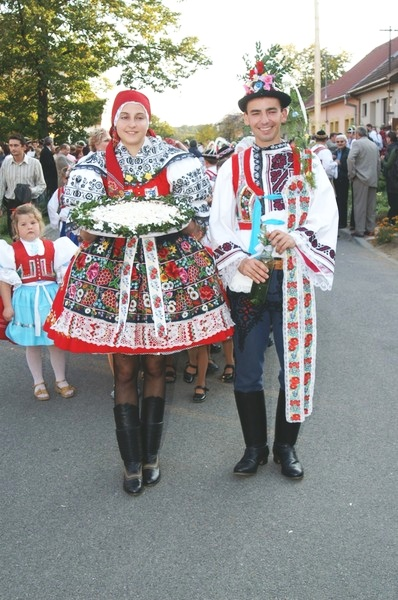
Ratíškovický slavnostní kroj – stárka a stárek při hodové slavnosti

Působí zde pět folklorních souborů – Robky ze séčky, Mužský pěvecký sbor, Dolina, Slovácký krúžek a Dětský folklorní soubor. Jsou zde dechové hudby Dolanka a mládežnická Veselá muzika, před nedávnem byla také znovu založena Dětská cimbálová muzika.
Folklorní život začíná plesovou sezónou, kdy se koná krojovaný ples, pokračuje velikonočními zvyky (tzv. šlahačka), oslavami svátků svatých Cyrila a Metoděje, hodovými slavnostmi, které se konají vždy druhý víkend v říjnu a jsou po právu největší folklorní událostí za celý rok. Mimoto ještě v létě probíhají různá další setkání (zpívání pod Náklem, setkání u Liliového kříže).

## Sport
Významnou součástí života obce je sport, zejména fotbal. FK Baník Ratíškovice hraje od sezony 2019/20 v Přeboru Jihomoravského kraje. Klub byl založen v roce 1930. Mezi jeho největší úspěchy patří dorostenecký titul mistra Československa z roku 1955, v seniorské kategorii pak účast v celkem pěti sezonách II. ligy (1960/61, 1963/64, 1999/00, 2000/01 a 2001/02) a účast ve finále Poháru ČMFS v ročníku 1999/00.

## Příroda

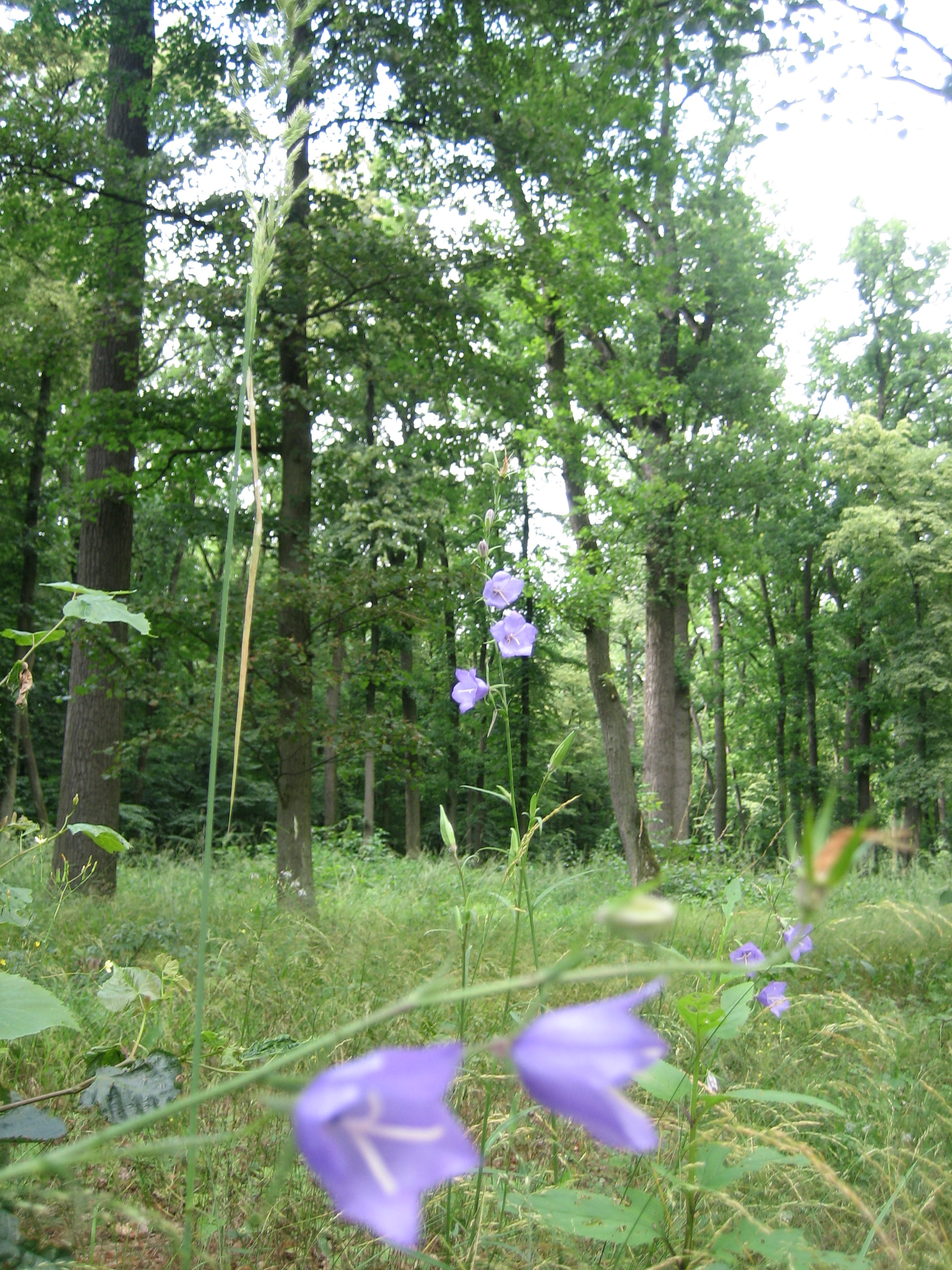
Les Doubrava obklopující Ratíškovice

Ratíškovice obklopuje z velké části rozsáhlý smíšený les Doubrava. Název vypovídá spíše o historické podobě lesa, neboť převaha dubových porostů byla potlačena, a to ve prospěch lesů borových. Nicméně i dnes zde najdeme svědky časů minulých – statné dubové solitéry. Les nejenom blahodárně ovlivňuje klima okolí obce, ale je i rájem houbařů. V obci a jejím okolí se nachází řada vodních ploch, mokřadů a tůněk. Největší z nich je vodní nádrž Hliník vzniklá v místě těžiště jílů pro místní cihelnu. Nádrž má plochu necelých 5 ha a dosahuje v některých místech hloubky až 15 m. Využíván je rybáři i plavci. Ratíškovice jsou také jediným známým tuzemským místem výskytu smrtelně jedovaté muchomůrky jarní.

## Samospráva
- Sdružení nezávislých kandidátů: 3
- KDU-ČSL: 5
- SPK: 1
- Sbor dobrovolných hasičů: 1
- Ratíškovice 2018: 5

Zastupitelstvo má 15 členů a městská rada 5 členů. V letech 1984 až 1992 byl starostou obce František Slezar, v letech 1992 až 1998 Miroslav Küchler, od roku 1998 do roku 2014 Josef Uhlík.
Při ustavujícím zasedání zastupitelstva 3. listopadu 2014 byla starostkou zvolena bývalá vedoucí odboru životního prostředí Krajského úřadu Jihomoravského kraje a jednička kandidátky KDU-ČSL Anna Hubáčková. Místostarostou zůstal Radim Šťastný z uskupení Ratíškovice 2018. Kromě něj a starostky v radě zasedli Vladimíra Motlová a Vojtěch Koten (Ratíškovice 2018) a ředitel základní školy Josef Hanák za křesťanské demokraty. Bývalý starosta a lidovecký poslanec Josef Uhlík se stal předsedou finančního výboru. Po komunálních volbách v roce 2018 byl starostou zvolen opět Josef Uhlík. Ten byl v této funkci do roku 2022, kdy volby vyhrálo sdružení Podpora Ratíškovských Občanů. Roli starosty převzal Martin Šupálek.